# Festucalex cinctus
Festucalex cinctus és una espècie de peix de la família dels singnàtids i de l'ordre dels singnatiformes.

## Morfologia
- Els mascles poden assolir 13 cm de longitud total.[3][4]

## Reproducció
És ovovivípar i el mascle transporta els ous en una bossa ventral, la qual es troba a sota de la cua.

## Hàbitat
És un peix marí de clima tropical que viu entre 8-31 m de fondària.

## Distribució geogràfica
És un endemisme d'Austràlia.